# Fram (cratera)

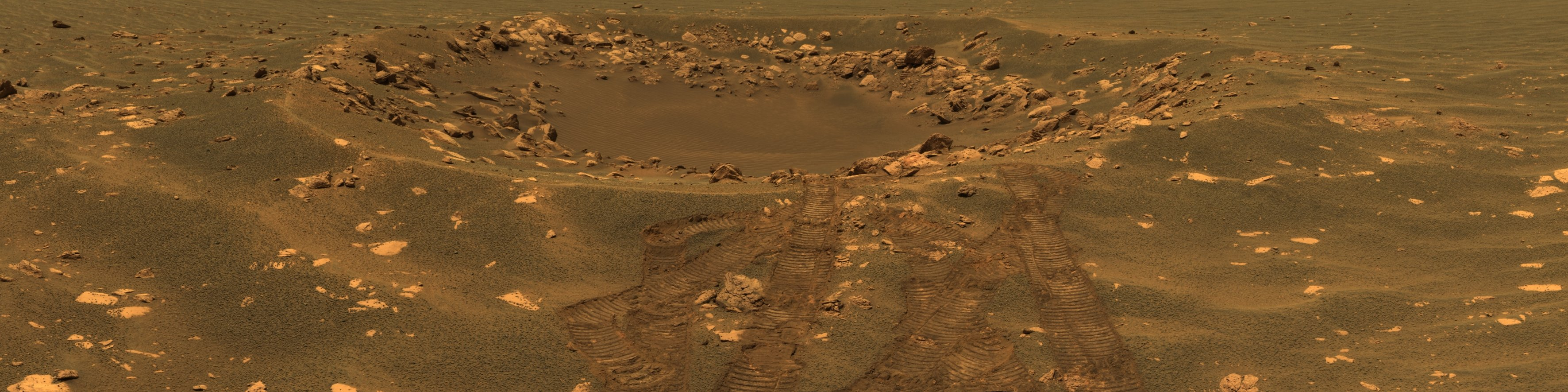
Imagem colorida da cratera Fram.

A cratera Fram é uma pequena cratera marciana, localizada no Meridiani Planum. Ela é o resultado do impacto de um pequeno meteorito. Foi visitada pelo veículo explorador geológico Opportunity, em 19 de Abril de 2004, durante o sol 84. Partiu quatro dias depois rumo à cratera Endurance.
Um sol corresponde a duração de um dia em Marte. O Opportunity lá permaneceu nos sóis 84, 85, 86, e 87.
A cratera tem cerca de 8 metros de diâmetro. Está localizada a cerca de 450 metros da cratera Eagle, onde o aterrissador Opportunity pousou e está a 250 metros da cratera Endurance. Seu nome foi dados em homenagem a uma famosa embarcação de exploração polar norueguesa, o navio Fram.